# Paenibacillaceae
 Paenibacillaceae è una famiglia di batteri appartenente all'ordine dei Bacillales. Essa comprende i seguenti generi: 
- Ammoniphilus
- Aneurinibacillus
- Brevibacillus
- Cohnella
- Oxalophagus
- Paenibacillus
- Thermicanus
- Thermobacillus